# Штайнвенден
Штайнвенден (нем. Steinwenden) — община в Германии, в земле Рейнланд-Пфальц. 
Входит в состав района Кайзерслаутерн. Подчиняется управлению Рамштайн-Мизенбах.  Население составляет 2467 человек (на 31 декабря 2010 года). Занимает площадь 11,82 км².
Коммуна подразделяется на 3 сельских округа.